# Alain Kojelé
 (juillet 2021).
Si vous disposez d'ouvrages ou d'articles de référence ou si vous connaissez des sites web de qualité traitant du thème abordé ici, merci de compléter l'article en donnant les références utiles à sa vérifiabilité et en les liant à la section « Notes et références ».
Alain Kojelé Makani, né le 11 avril 1975 à Kinshasa, est un artiste peintre congolais, dessinateur, caricaturiste, graphiste publicitaire, illustrateur et auteur de bande dessinée en français et en lingala. Sa notoriété internationale débute en 2005 quand il gagne le Prix du Reportage RFI-Reporters sans frontières, dans la catégorie du meilleur dessin de presse, pour une caricature intitulée l'Europe à tout prix.

## Biographie

### Jeunesse de caricaturiste à Kinshasa
Alain Kojelé a passé sa jeunesse  à Kinshasa, dans la commune populaire de Kingasani, où il a étudié à l'institut Malako jusqu'à l'obtention de son baccalauréat dans la section pédagogie. Malgré le souhait de ses parents qu'il oriente la suite de ses études vers le droit pour devenir avocat, Alain Kojelé se voyait plutôt dans une carrière de dessinateur de bande dessinée en lingala.
C'est ainsi que, dès l'obtention de son baccalauréat, il s'inscrit secrètement au concours d'entrée à l'Académie des Beaux-Arts de Kinshasa, en joignant à son dossier ses dessins et caricatures réalisés sans connaissances des normes graphiques. Ce concours est réservé aux candidats ayant obtenu le Baccalauréat avec moins de 60%. Ayant été admis, il poursuit son cursus dans la section arts graphiques option communication visuelle, où il obtient son diplôme en 2002. Il s'adonne alors à la caricature professionnelle, au dessin de presse et à la bande dessinée.
Il travaille ensuite comme caricaturiste indépendant dans plusieurs journaux et magazines de la presse de Kinshasa, dont Bulles et Plumes ainsi que le journal satirique Pili-Pili. C'est grâce à la notoriété de ces caricatures de presse qu'il a pu participer au Prix du Reportage RFI-Reporters sans frontières.

### Lauréat du prix du reportage RFI-RSF de 2005
Ce prix RFI-RSF du reportage est créé en 2001 avec pour but de découvrir et d'encourager des talents journalistiques dans 22 pays francophones d'Afrique et de l'océan Indien, et de les promouvoir sur le plan international. Les candidats postulent pour le meilleur reportage d'actualité de l'année dans quatre catégories : la presse écrite, la photographie, le dessin de presse et la radio.
La cinquième édition en 2005 avait pour thème un événement d'actualité des 12 derniers mois, soit du 1er juin 2004 au 31 mai 2005. Les lauréats reçoivent leur prix en octobre 2005 à Paris, à l'occasion de la conférence de presse de rentrée de RFI. Ils bénéficient chacun d'une enveloppe de mille euros à investir en équipement professionnel de leur choix, d'un séjour de 7 jours à Paris et d'un stage professionnel dispensé en partenariat avec l'École des métiers de l'information-cfd,. C'est ainsi qu'il remporte le prix du meilleur dessin de presse pour une caricature intitulé l'Europe à tout prix. Son dessin montre des hordes d'Africains tentant de rejoindre à tout prix l'Europe en bus, en bateau, en avion et même à la nage, et qui sont cueillis par les filets européens.

### Expositions, salon des livres et Festivals
Résident en France depuis 2006, il entame une carrière d'artiste peintre tout en continuant de publier des bandes dessinées en tant qu'auteur ou illustrateur et de faire des autoportraits lors des séances de dédicace de ses bandes dessinées. Il expose régulièrement ses tableaux dans des galeries d'art en République démocratique du Congo et en Europe, dont quelques dates indiquées ci-dessous.
En février 2009, il participe au salon du livre africain à Bruxelles[source insuffisante], puis, en octobre 2009, à l'Exposition « Cartoons ya Congo » à Bruxelles avec les éditions Mabiki. Ses ouvrages sont présents au salon des auteurs africains de bande dessinée organisé par les Éditions L'Harmattan à la mairie de Paris 5e, à l'occasion des 50 ans des indépendances des pays africains (décembre 2010),. Il est présent au Festival d'Angoulême 2011 en France avec l'association Afrobulles.
En décembre 2015, une séance de dédicace est organisée à la Galerie Passage 44 à Bruxelles, à l'occasion de la nouvelle édition de Kamuke Sukali. Des expositions de ses tableaux sont organisés à la Galerie Joseph de Paris 3e (mars 2016), à l'Institut national des langues et civilisations orientales (Inalco) dans le cadre de son invitation au Festival des civilisations (avril 2016), puis lors de la journée Afrique de 2017, également à l'Inalco.
En novembre 2018, il participe au festival des cultures d'Afrique à Auxerre, et à l'exposition des peintures lors du festival "Connecter la diaspora au Congo" organisée à l'espace Charenton à Paris 12e,.
En mai 2019, Alain Kojelé Makani dédicace au salon du livre à l'espace culturel Victor Hugo à Saint-Germain-lès-Corbeil.

### Activités humanitaires
Alain Kojelé est membre de l'association « Kulture sans frontières » dont l'objet principal est l'aide au développement culturel des populations rurales à travers la création de médiathèques et la promotion de l'éducation.

## Publication

### Albums en solo
- Un dîner à Kinshasa, soutenu par le Centre belge de la bande dessinée, 1996
- Abus de confiance ou voies de recours en justice, avec le soutien de la Fondation Konrad-Adenauer
- Mamisha, le garçon qui revenait du nord, Éditions Elondja, Kinshasa, 2004
- Yaka Tovanda ou le Vrai Faux Mariage, soutenu par l'ONG RCN, Justice et démocratie, 2005
- Zamadrogo, fils de Soraba, éditions Mabiki, Bruxelles, 2006
- O fenomenal profeta africano, Simao Gonçalves Toko Mayamona, album en portugais, Éditions CEDI Kinshasa, 2007
- Les Aventures de Kamuké Sukali Tome 1 - Les Feux de l’amour, 2007
- Les Aventures de Kamuké Sukali Tome 2 - De Kinshasa à Paris, 2008
- Kamuke Sukali, Mabiki édition, Bruxelles, 2015
- La Souris qui vole, coloriage, Teham éditions, Avril 2018

### Albums collectifs
- Dan Bomboko et Alain Kojelé, Elikya le petit orphelin : Un monde hostile, tome 1, éditions Elondja, Kinshasa, 2005
- Alix Fuilu, Philippe Sternis, Alain Kojelé…, Africalement, album collectif, Éditions Afro Bulles, 2007
- Alix Fuilu, Didier Kassaï et Alain Kojelé, Vies volées, album collectif chez Afrobulle, Mars 2008
- Bienvenu Sene Mongaba et Alain Kojelé, Mutos, l'Enfant terrible de Kinshasa, albums bilingue Français-Lingala, éditions Mabiki, Bruxelles, 2008
- Bienvenu Sene Mongaba et Alain Kojelé, Mutos et le Diamant, albums bilingue Français-Lingala, éditions Mabiki, Bruxelles, 2009
- Bienvenu Sene Mongaba et Alain Kojelé, Mutos et le Coq du nouvel an, albums bilingue Français-Lingala, éditions Mabiki, Bruxelles, 2009
- Bienvenu Sene Mongaba et Alain Kojelé, Mutos et la Chèvre du Bandundu, albums bilingue Français-Lingala, éditions Mabiki, Bruxelles, 2009
- Bienvenu Sene Mongaba et Alain Kojelé, Mutos, la Terreur des lézards, albums bilingue Français-Lingala, éditions Mabiki, Bruxelles, 2009
- Bienvenu Sene Mongaba et Alain Kojelé, Une tortue pour Mutos, albums bilingue Français-Lingala, éditions Mabiki, Bruxelles, 2011
- Alix Fuilu, Willy Zekid et Alain Kojelé, Sur les berges du fleuve Congo, album collectif, Éditions Afro Bulles, Mars 2011
- Bienvenu Sene Mongaba et Alain Kojelé Makani, Kemet 1 Découvre la grandeur de l'Egypte, éditions Mabiki, Bruxelles, Janvier 2017
- Babacar Mbaye Ndaak et Alain Kojelé, La Souris qui vole : Contes et récits, Teham éditions, Mars 2017
- Mohamed Ahmed Bacar Rezida, Alain Kojelé, Trois Contes des Comores, édition Coelacanthe, 2017
- Guy Pascal Onga'Ntsang et Alain Kojelé, Bienvenue à Saint Germain-lès-Corbeil, Les Éditions KIMIA, Octobre 2017
- Gnoumbley Bauginard et Alain Kojelé, Le Rêve de Manae, nouvelles, Éditions Chrysogone, 2018
- Bienvenu Sene Mongaba et Alain Kojelé, Mutos et le Coltan, albums bilingue Français-Lingala, éditions Mabiki, Bruxelles, 2018
- Catherine Douglas et Alain Kojelé, Lucas et les Racoons, Teham éditions, Avril 2019
- Yoporeka Somet et Alain Kojelé, Le Roi Khoufou et ses magiciens, Contes de l'Égypte ancienne illustrés, Teham éditions, Juillet 2019
- Nsah Mala et Alain Kojelé, Little Gabriel Starts to Read, album en Anglais édition Spears Books, Septembre 2020